# Kletterbeutler
Die Kletterbeutler (Phalangeridae) sind eine Familie aus der Beuteltierordnung Diprotodontia. Die Familie umfasst über 30 Arten in sechs Gattungen.

## Verbreitung
Kletterbeutler leben in Australien, Neuguinea, dem östlichen Indonesien (ab Sulawesi und Timor) und den Salomonen. Fuchskusus wurden in Neuseeland eingeführt, wo sie sich beträchtlich vermehrt haben.

## Beschreibung
Kletterbeutler sind mittelgroße Tiere mit kräftigem Körperbau. Mit ihrem kurzen Kopf und den nach vorne gerichteten Augen wirken sie affenähnlich. Der Schwanz ist lang, greiffähig und meist behaart. Das Fell ist dicht und wollig und die Farbe variiert von schwarz über grau bis zu weiß und rotbraun. Ihre Backenzähne haben niedrige Zahnkronen, die mit querstehenden Kanten ausgestattet sind.

## Lebensweise
Kletterbeutler sind vorwiegend Baumbewohner und leben in bewaldeten oder baumbestandenen Habitaten. Mit dem Greifschwanz und den Greifhänden (viele Arten haben an den Vorderpfoten zwei Finger daumenartig den anderen gegenübergestellt, ähnlich den Koalas) sind sie an die kletternde Lebensweise gut angepasst. Sie sind meist nachtaktiv und verbringen den Tag in diversen Verstecken verborgen. Die meisten Kletterbeutler leben außerhalb der Paarungszeit einzelgängerisch.

## Nahrung
Kletterbeutler sind vorwiegend Pflanzenfresser, ihre Nahrung besteht aus Blättern, Früchten und Blüten. Gelegentlich nehmen sie auch Insekten und kleine Wirbeltiere zu sich.

## Fortpflanzung
Nach kurzer Schwangerschaft (14 bis 18 Tage) kommen ein bis drei Jungtiere zur Welt, meistens wird jedoch nur eins im Beutel gesäugt. Die Beutel sind gut entwickelt und öffnen sich nach vorne. Das Jungtier verbringt oft ein halbes Jahr im Beutel und wird im zweiten oder dritten Lebensjahr geschlechtsreif. Kletterbeutler können über zehn Jahre alt werden.

## Bedrohung
Während die Kusus zu den weitestverbreiteten Beuteltieren gehören und als Kulturfolger auch in Städten leben, leiden andere Arten an der Abholzung der Urwälder und an der Bejagung aufgrund ihres Felles und Fleisches. Für viele Arten fehlen genaue Daten, doch listet die IUCN zwei Arten als bedroht (endangered).

## Innere Systematik
Die Kletterbeutler werden in drei Unterfamilien, sechs Gattungen und über 30 Arten eingeteilt:
- Unterfamilie Ailuropinae (5 Arten)
  - Bärenkuskus (Ailurops)
  - Bodenkuskus (Strigocuscus)
- Unterfamilie Phalangerinae (21 Arten)
  - Kuskus (Phalanger)
  - Tüpfelkuskus (Spilocuscus)
- Unterfamilie Trichosurinae (5 Arten)
  - Kusus (Trichosurus)
  - Schuppenschwanzkusus (Wyulda)